# Truth Be Told (Blues Traveler)
Truth Be Told è il settimo album in studio del gruppo musicale statunitense Blues Traveler, pubblicato nel 2003.

## Tracce
1. Unable to Get Free (Chan Kinchla, John Popper, Ben Wilson) – 4:23
2. Eventually (I'll Come Around) (Chan Kinchla, Popper) – 3:51
3. Sweet and Broken (Christopher Barron, Popper) – 3:49
4. My Blessed Pain (Chan Kinchla, Popper) – 4:35
5. Let Her and Let Go (Tad Kinchla, Popper) – 3:39
6. Thinnest of Air (Brendan Hill, Popper) – 3:35
7. Can't See Why (Tad Kinchla, Popper) – 3:14
8. Stumble and Fall (Chan Kinchla, Popper) – 4:59
9. This Ache (Popper, Wilson) – 4:06
10. Mount Normal (Popper) – 4:04
11. The One (Chan Kinchla, Popper) – 3:42
12. Partner in Crime (Tad Kinchla, Popper) – 3:36